# Museo de la Humanidad
El Museo de la Humanidad (Museum of Mankind en inglés) era un museo etnográfico de Londres, anexo al Museo Británico, que albergaba sus colecciones de arte americano, africano y de Oceanía. Funcionó entre 1970 y 1997.
Ocupaba un recinto del año 1860 en Burlington House (la Real Academia de Bellas Artes). Tenía una colección de aproximadamente 350 000 objetos.
Las piezas más destacadas de la excelente colección del museo, tanto de culturas antiguas como modernas, se exhibían en la primera planta e incluían figuras, máscaras, ornamentos y estatuas gigantescas. Entre los tesoros centroafricanos se encontraban dos leopardos de marfil de Benín y un complicado panel tallado de una puerta de Yoruba. La planta baja contaba con exposiciones temporales de diversas culturas, dedicadas frecuentemente a la reconstrucción de aldeas y edificios. La entrada del museo estaba flanqueada por dos pilares mayas.
El museo contaba además con una cafetería donde se puede tomar café procedente de diversos lugares del mundo.
Desde 1997, la colección cerró sus puertas, para volver a ser exhibida en el edificio del Museo Británico, situado en Bloomsbury, a partir de 2004.
- Datos: Q6034243
- Multimedia: Museum of Mankind / Q6034243